# Паєніер-Джанкшен (Монтана)
Паєніер-Джанкшен (англ. Pioneer Junction) — переписна місцевість (CDP) в США, в окрузі Лінкольн штату Монтана. Населення — 902 особи (2020).

## Географія
Паєніер-Джанкшен розташований за координатами 48°18′57″ пн. ш. 115°31′6″ зх. д. / 48.31583° пн. ш. 115.51833° зх. д. (48.315806, -115.518259).  За даними Бюро перепису населення США в 2010 році переписна місцевість мала площу 9,12 км², уся площа — суходіл.

## Демографія
Згідно з переписом 2010 року, у переписній місцевості мешкало 959 осіб у 422 домогосподарствах у складі 284 родин. Густота населення становила 105 осіб/км².  Було 449 помешкань (49/км²).
Расовий склад населення:
| - 95,6 % — білих - 1,3 % — корінних американців - 0,5 % — азіатів - 0,2 % — чорних або афроамериканців - 0,1 % — вихідців з тихоокеанських островів |

До двох чи більше рас належало 2,1 %. Частка іспаномовних становила 1,5 % від усіх жителів.
За віковим діапазоном населення розподілялося таким чином: 21,1 % — особи молодші 18 років, 57,2 % — особи у віці 18—64 років, 21,7 % — особи у віці 65 років та старші. Медіана віку мешканця становила 47,1 року. На 100 осіб жіночої статі у переписній місцевості припадало 107,1 чоловіків;  на 100 жінок у віці від 18 років та старших — 102,4 чоловіків також старших 18 років.
Середній дохід на одне домашнє господарство  становив 49 572 долари США (медіана — 47 235), а середній дохід на одну сім'ю — 57 247 доларів (медіана — 56 389). Медіана доходів становила 47 714 долари для чоловіків та 39 219 доларів для жінок. За межею бідності перебувало 5,3 % осіб, у тому числі 0,0 % дітей у віці до 18 років та 3,1 % осіб у віці 65 років та старших.
Цивільне працевлаштоване населення становило 278 осіб. Основні галузі зайнятості: фінанси, страхування та нерухомість — 23,7 %, виробництво — 13,7 %, мистецтво, розваги та відпочинок — 11,2 %, освіта, охорона здоров'я та соціальна допомога — 11,2 %.